# Давор Іво Штір
Давор Іво Штір (хорв. Davor Ivo Stier; нар. 6 січня 1972, Буенос-Айрес, Аргентина) — хорватський політик, політолог, дипломат, член консервативної партії ХДС. Віцепрем'єр та міністр закордонних і європейських справ Хорватії у правоцентристському уряді Андрея Пленковича з 19 жовтня 2016 до 19 червня 2017.

## Життєпис

### Ранні роки. Освіта
Народився у Буенос-Айресі в Аргентині. Жив у міському районі Флорес, який здебільшого населяє середній клас. Цікаво, що папа Франциск з цього самого району. Сім'я Штіра родом із Самобора. Сам він нащадок політичних емігрантів, які прибули в Аргентину після Другої світової війни. Його дід Іван Штір був полковником в «усташівській войниці» (військовому крилі партії усташів) і помічником В'єкослава Лубурича, а дід із боку матері Мілорад Лукач був одним із провідних емігрантських політиків Хорватської селянської партії. Батько Штіра був лікарем, а мати Марія Лукач була професоркою університету.
У Хорватію Штір уперше потрапив 1990 року в рамках програми Фонду хорватської спадщини, а вдруге прибув за три тижні до падіння Вуковара як журналіст аргентинської газети «El Cronista» та «Radio America». В Аргентину повернувся в лютому 1992 року, де в Католицькому університеті Буенос-Айреса здобув диплом із фаху «політологія» і «міжнародні відносини», а пізніше і «журналістика».

## Політична діяльність
Повернувся в Хорватію 1996 року на запрошення хорватського МЗС, після чого працював у хорватських посольствах у Вашингтоні і Брюсселі та був до 2009 року радником прем'єр-міністра Іво Санадера з питань зовнішньої політики.
На парламентських виборах 2011 обраний депутатом хорватського парламенту, де став членом Комітету з міжпарламентської співпраці та Комітету з питань європейської інтеграції, а також призначений заступником голови Комітету у закордонних справах. Крім того, входив до складу хорватської парламентської делегації у Парламентській асамблеї НАТО і делегації парламенту Хорватії у Спільній парламентській комісії Хорватія-ЄС.
Був одним із найближчих співробітників прем'єрки Ядранки Косор та її радником і посланником у справах євроатлантичного співробітництва. У часи словенсько-хорватського дипломатичного охолодження Штір був головним учасником тихої дипломатії і посередником між Косор і прем'єр-міністром Словенії Борутом Пахором. Під час партійних виборів у травні 2012 року Штір підтримав Томіслава Карамарка. Водночас, він був проти дисциплінарного провадження проти Косор у лютому 2013 року після того, як партія вирішила покарати її за виступи в засобах масової інформації.
У квітні 2013 року після вступу Хорватії в ЄС був одним із перших дванадцяти членів Європейського парламенту, обраних від Хорватії, здобувши 5,75% голосів.
У вересні 2012 зажадав від хорватського уряду відмовитися від ратифікації угоди про державний кордон між Хорватією та Боснією і Герцеговиною, стверджуючи, що тим самим Хорватія погодилася б на політику шантажу і вступ до ЄС ув'язала би з питаннями кордону. Він звинуватив боснійського міністра транспорту Даміра Хаджича у шантажі хорватського уряду, адже той заявив, що Боснія і Герцеговина не допустить будівництва Пелєшацького мосту, якщо договір про кордон не буде ратифіковано. У квітні 2013 року Штір сказав, що умовою для вступу Боснії і Герцеговини в Європейський Союз буде інституційна рівність хорватів у Боснії і Герцеговині. Через два місяці, в червні, Штір заявив, що «Хорватія повинна рішуче докласти зусиль, щоб розв'язати питання конституційності хорватського народу в БіГ не тільки на папері, а й на практиці». Він оцінив Федерацію Боснії і Герцеговини як де-факто «босняцький суб'єкт конфедерації» і оголосив про можливість улаштування Боснії і Герцеговини за бельгійським зразком. Він також зазначив, що Хорватія використає вступ у Євросоюз для розв'язання хорватського питання у Боснії і Герцеговині.
На засіданні Комітету з зовнішньої політики Європарламенту в липні 2013 року Штір зажадав, щоб Євросоюз рішучіше підтримав право хорватського народу в БіГ на рівноправність з іншими державотворчими народами і таким чином  інтернаціоналізував «хорватське питання» у Боснії і Герцеговині. В інтерв'ю виданню «Večernji list» у тому самому місяці Штір сказав, що хорвати в Боснії і Герцеговині є невідворотним і вирішальним чинником європеїзації БіГ, а також зазначив, що роль Європейського Союзу в Боснії і Герцеговині визначальна, і що співпраця з Росією і Туреччиною вітаються.
У червні 2017 подав у відставку з посади керівника зовнішньополітичного відомства Хорватії.